# Okratek australijski

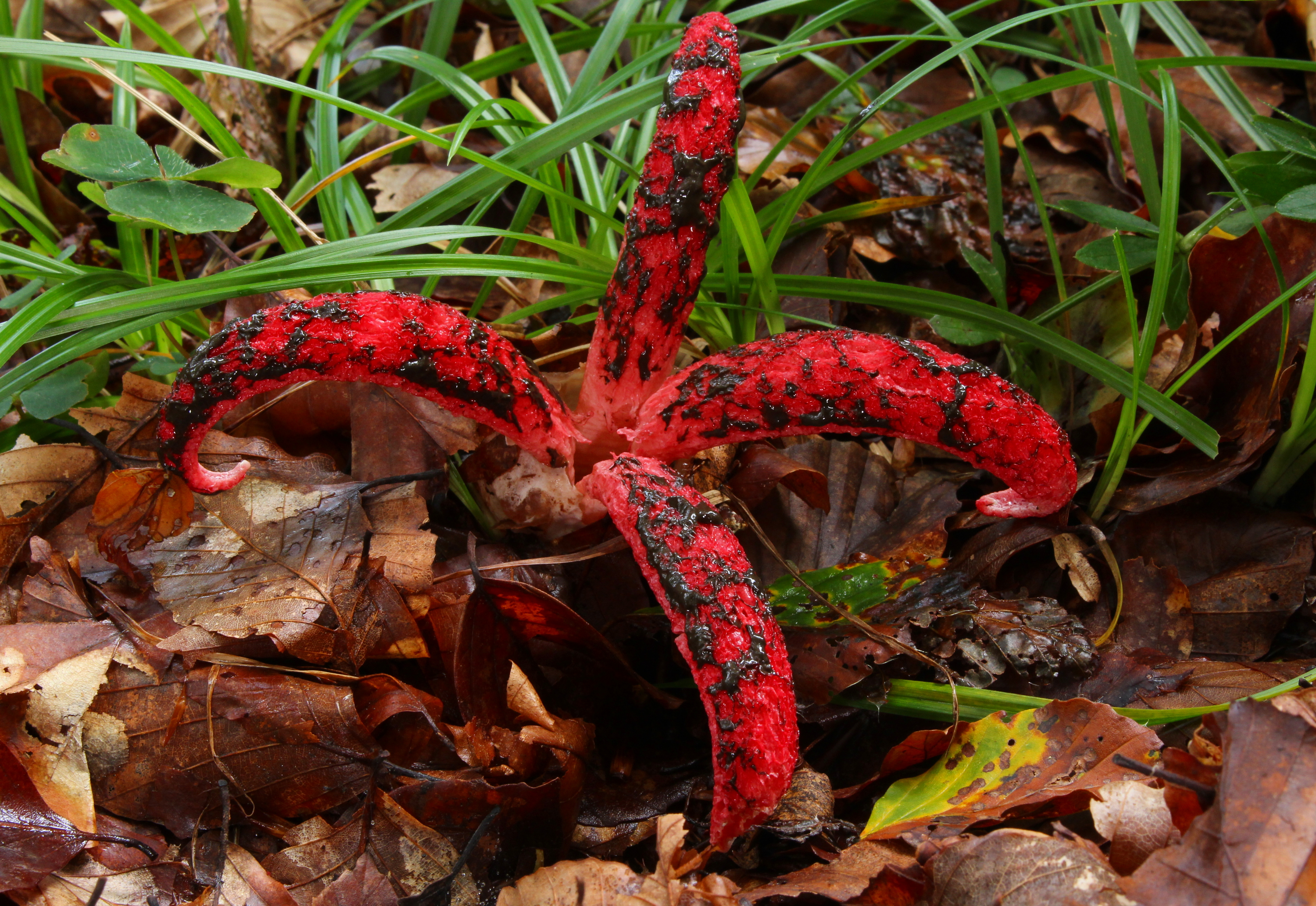

Okratek australijski, kwiatowiec australijski (Clathrus archeri (Berk.) Dring) – gatunek grzybów z rodziny sromotnikowatych (Phallaceae).

## Systematyka i nazewnictwo
Pozycja w klasyfikacji według Index Fungorum: Clathrus, Phallaceae, Phallales, Phallomycetidae, Agaricomycetes, Agaricomycotina, Basidiomycota, Fungi.
Po raz pierwszy takson ten zdiagnozował w roku 1859 Berkeley nadając mu nazwę Lysurus archeri. Obecną, uznaną przez Index Fungorum nazwę nadał mu w roku 1980 Donald M. Dring, przenosząc go do rodzaju Clathrus. Synonimy naukowe:

- Anthurus archeri (Berk.) E. Fisch. 1886
- Anthurus sepioides McAlpine 1903
- Aserophallus archeri (Berk.) Kuntze 1891
- Clathrus archeri (Berk.) Dring 1980 var. archeri
- Lysurus archeri Berk., in Hooker 1859
- Pseudocolus archeri (Berk.) Lloyd 1913
- Schizmaturus archeri (Berk.) Locq 1977

Obydwie polskie nazwy nadali Barbara Gumińska i Władysław Wojewoda w 1983.

## Morfologia
Owocnik
Początkowo jajowaty, stożkowaty lub gruszkowaty otoczony okrywą. Jest to tzw. jajo. Ma wysokość 3,5–6 cm, średnicę 2,5–5 cm, barwę białoszarą i jest częściowo zagłębione w podłożu. Podczas jego rozwoju osłona w górnej części jaja pęka i wysuwa się receptakl o kształcie banana. Receptakl osiąga wysokość 5–15 cm i pęka na 4-6 czerwonych ramion po osiągnięciu dojrzałości. W tej postaci przypomina ośmiornicę. Ramiona te stopniowo odchylają się na zewnątrz, tak, że receptakl przybiera kształt rozgwiazdy. Jego dolna część o wysokości 2–9 cm i szerokości 2–5 cm pozostaje niepęknięta, ma barwę białawą lub białoszarą i jest porowata. Zewnętrzna powierzchnia ramion ma koralowoczerwoną barwę i ma siatkowato-jamkowatą strukturę. Wewnętrzna warstwa jest intensywnie czerwonowiśniowa i znajduje się na niej śluzowata warstwa gleby z zarodnikami. Warstwa ta wydziela nieprzyjemny zapach padliny podobny do zapachu sromotnika smrodliwego. Podczas starzenia gleba zsycha się i czernieje. Na poprzecznym przekroju przez ramię widoczne są 2-3 rurki i dwa szerokie wgłębienia zwane globiferami.
Zarodniki
Wąsko-eliptyczne, hialinowe, o rozmiarach 4-7,5 × 2,5 μm.

## Występowanie i siedlisko
Uważa się, że pierwotnym obszarem występowania okratka australijskiego są Australia z Tasmanią i Nowa Zelandia. Być może jest on gatunkiem rodzimym także na wyspach Archipelagu Malajskiego, na Mauritiusie i w południowo-wschodniej Afryce. Z tego pierwotnego obszaru rozprzestrzenił się na tereny Azji i obu Ameryk (m.in. stan Kalifornia w USA). W Europie po raz pierwszy zaobserwowano go w 1914 roku we Francji. Prawdopodobnie został zawleczony wraz z ziemią i roślinami sprowadzonymi z Australii do europejskich ogrodów botanicznych i zaaklimatyzował się.
W Polsce po raz pierwszy jego występowanie zaobserwowali w 1975 mieszkańcy wsi z okolic Biłgoraja. Jego owocniki w początkowym okresie rozwoju („jaja”) uważali za jaja węży. Obfite wystąpienie owocników okratka australijskiego zanotowano na podmokłej, piaszczystej glebie we wsi Wólka koło Biłgoraja. Dziś w Polsce nadal jest rzadki, ale coraz bardziej rozprzestrzenia się.
Według danych z 2014 r. znanych było blisko 100 stanowisk położonych głównie w południowej części kraju: w Sudetach i na ich przedpolu, w Karpatach i na wyżynach południowo-wschodniej Polski. W północno-zachodniej części kraju stwierdzono jedynie pojedyncze stanowiska, a w Polsce północno-wschodniej dotychczas go nie stwierdzono. Około 30% wszystkich znanych polskich stanowisk leży w Karpatach, jednak w Tatrach został stwierdzony dopiero w 2012 r. (na Olczy i na Polanie Chochołowskiej), a w 2014 r. na polanie Brzanówka koło Zazadniej.
Występuje w młodych lasach i zaroślach, na żyznych, dobrze nawożonych glebach. Znajdowano go pod brzozą brodawkowatą, sosną zwyczajną, topolą osiką, a także w murawach tworzonych przez śmiałka darniowego i śmiałka pogiętego. W Polsce owocniki wytwarza od lipca do października.